# Бъди мой съпруг
Бъди мой съпруг (рус. Будьте моим мужем) е съветска лирична комедия от 1981 г., режисирана от Алла Сурикова.

## Сюжет
Детският лекар Виктор (Андрей Миронов) се озова в морето за първи път от пет години. В разгара на отпускарския сезон хотелите са пълни, а настаняването не се намира лесно, така че летовниците са принудени да търсят начини да получат покрив над главата си. Наташа (Олена Проклова), която е на почивка със сина си, е намерила апартамент за себе си, за да се установи със сина си, тя моли Виктор да се преструва на нейния съпруг, който уж е дошъл след нея с детето. Виктор се съгласява на това предложение, едва не губи паспорта си и остава без панталони...

## Създатели
- Сценарист: Едуард Акопов
- Сценичен режисьор: Алла Сурикова
- Оператор: Григорий Беленкий
- Художници на продукцията: Дейвид Виницки, Андрей Буткевич
- Композитор: Виктор Лебедев
- Песни за думи: Юрий Ряшенцев
- Хореограф: Кирил Ласкари

## В ролите
- Андрей Миронов – Виктор
- Олена Проклова – Наташа
- Филип Адамович – Иля
- Нина Русланова – Албина Петровна
- Леонард Саркисов – Ахил
- Баадур Цуладзе е полицай
- Георги Щил е летовник
- Хана Варпаховска е курортна съседка
- Мамука Кхерхеулидзе е портиер
- Владимир Басов е плажуващ
- Наталия Крачковска е летовничка и театрална актриса
- Валентина Войлкова е курортна жена
- Антон Табаков е див летовник
- Олег Анофриев е курортен ветеринарен лекар
- Михаил Светин е летовник с болонка
- Николай Хринко е собственик на курорта
- Семен Фарада е посетител на ресторант